# Damijan Miklavčič
Damijan Miklavčič, slovenski inženir elektrotehnike, * 19. julij 1963, Ljubljana
Miklavčič je leta 1987 diplomiral na ljubljanski FE in prav tam 1993 tudi doktoriral. Od 1993 je zaposlen na FE, sprva kot raziskovalec (1993-1994), potem kot docent (1994-1997) in izredni (1997-2002) ter od 2002 dalje kot redni profesor. Miklavčič je bil v šolskem letu 1995/1996 gostujoči raziskovalec na Inštitutu Gustave Roussy v Villejuifu  (Francija), ter od 2003-2005 prodekan za raziskovalno delo na FE v Ljubljani.
Miklavčič proučuje vpliv elektrotokov na biološke sisteme. Je dobitnik več domačih in  mednarodnih nagrad in sodelavec več mednarodnih inštitutov. Od leta 2003 je Ambasador Republike Slovenije v znanosti.

## Priznanja in nagrade
- Fakultetna Prešernova nagrada (1986)
- Mednarodna nagrada sklada Maphre (Španija, 1989)
- Krkina nagrada (1993)
- Nagrada Republike Slovenije za znanstvenoraziskovalno delo (1995)
- Priznanje Ambasador Republike Slovenije v znanosti (2003)
- Vodovnikova nagrada za izjemne raziskovalne dosežke (2003)
- Vitez Reda akademskih palm Francoske republike (2008)